# Тили

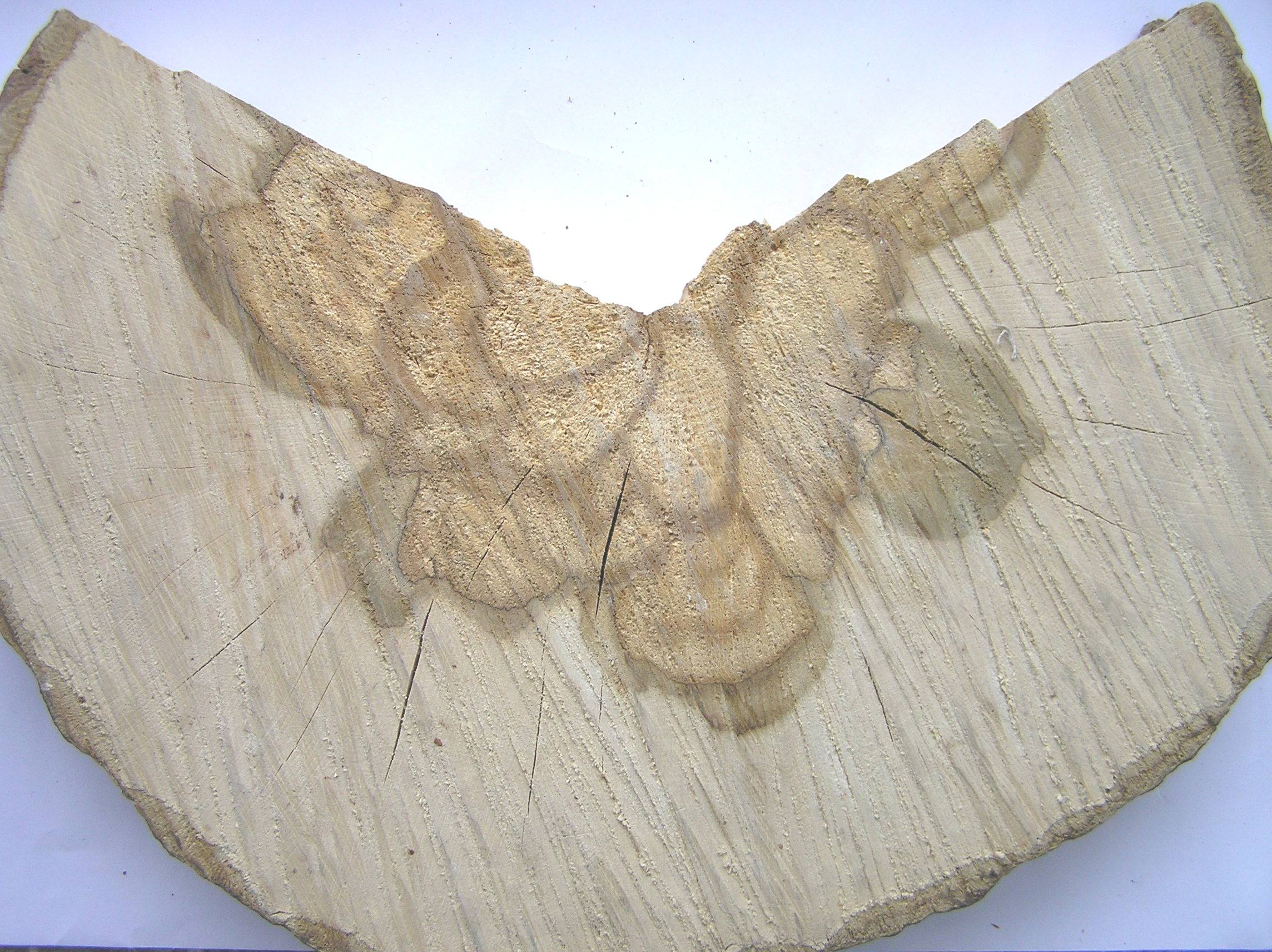
Розпил стовбура граба звичайного з чіткими темними ділянками — результатом появи тилів, що розвинулися у відповідь на грибне ураження.

Ти́ли (однина тил; лат. tyloses, однина tylosis, від грец. τύλος — «здуття») — вирости клітин осьової або променевої паренхіми, що заповнюють порожнини судин і трахеїд в ядровій деревині або в пошкоджених ділянках ксилеми. Вони можуть залишатися тонкостінними або їхні оболонки товстішають і лігніфікуються; можливо їхнє ділення. Розростаючись, тили стикаються один з одним і можуть цілком закупорити судини і припинити пересування по них речовин. Тили становлять механічну перешкоду на шляху гіф гриба, що проникають по судинах, а речовини, що накопичуються в них (смоли, камеді, таніни) мають антисептичні властивості і підвищують стійкість деревини до загнивання.